# Jirama
Jirama (Jiro sy rano malagasy) est une société anonyme malgache de production et de distribution d'électricité et d'eau, détenue à 100% par l'État malgache.

## Histoire
La Jirama a été créée le 17 octobre 1975 par la fusion de la Société  malgache des eaux et Électricité et de la Société des Energies de Madagascar. Jusqu'en 1999, elle était la seule compagnie d'électricité publique du pays. Après 1999, la Jirama a maintenu son monopole sur les réseaux de transport et de distribution.
En 2007, lorsque le maire d'Antananarivo, Andry Rajoelina, a pris ses fonctions, la trésorerie de la ville avait une dette de 8,2 milliards d'ariary (environ 4,6 millions de dollars américains). Le 4 janvier 2008, en raison de dettes impayées envers la Jirama, la ville d'Antananarivo a subi une coupure générale d'eau et des réductions de l'éclairage public. Après un audit, il a été constaté que la Jirama devait environ le même montant d'argent à la ville.
En 2008, grâce au lancement d'une nouvelle centrale thermique à Mandroseza, la Jirama a pu desservir 2 000 consommateurs supplémentaires à Antananarivo mais les pénuries persistent. Selon un rapport du FMI publié en mars 2018, les difficultés financières de la Jirama sont un lourd fardeau pour l'économie malgache. En juin 2018, la Jirama envisageait une réhabilitation de son réseau de distribution électrique, mais en 2023 l'entreprise continue de lutter. En décembre 2022, une nouvelle affaire de corruption a été révélée et au cours des années 2020 à 2022, le déficit a continué d'augmenter, passant de 2,520 milliards d'Ariary à 3,353 milliards d'ariary.

### Changement de statut
Par l'arrêté interministériel no 7242/2025 du 21 mars 2025, la Jirama, d'établissement public à caractère industriel et commercial, devient société anonyme (SA) à la publication de son nouveau statut au journal officiel le 5 juin 2025. Son capital social a été transféré à l'État, qui selon les dispositions de l'article 7 de ces statuts pourrait augmenter à l'avenir,.

## Activités
Basée à Antananarivo, la Jirama dessert 340 000 clients pour l'électricité dans 114 localités et 65 centres de distribution d'eau. La Jirama est détenue entièrement par l'État de Madagascar.

## Centrales

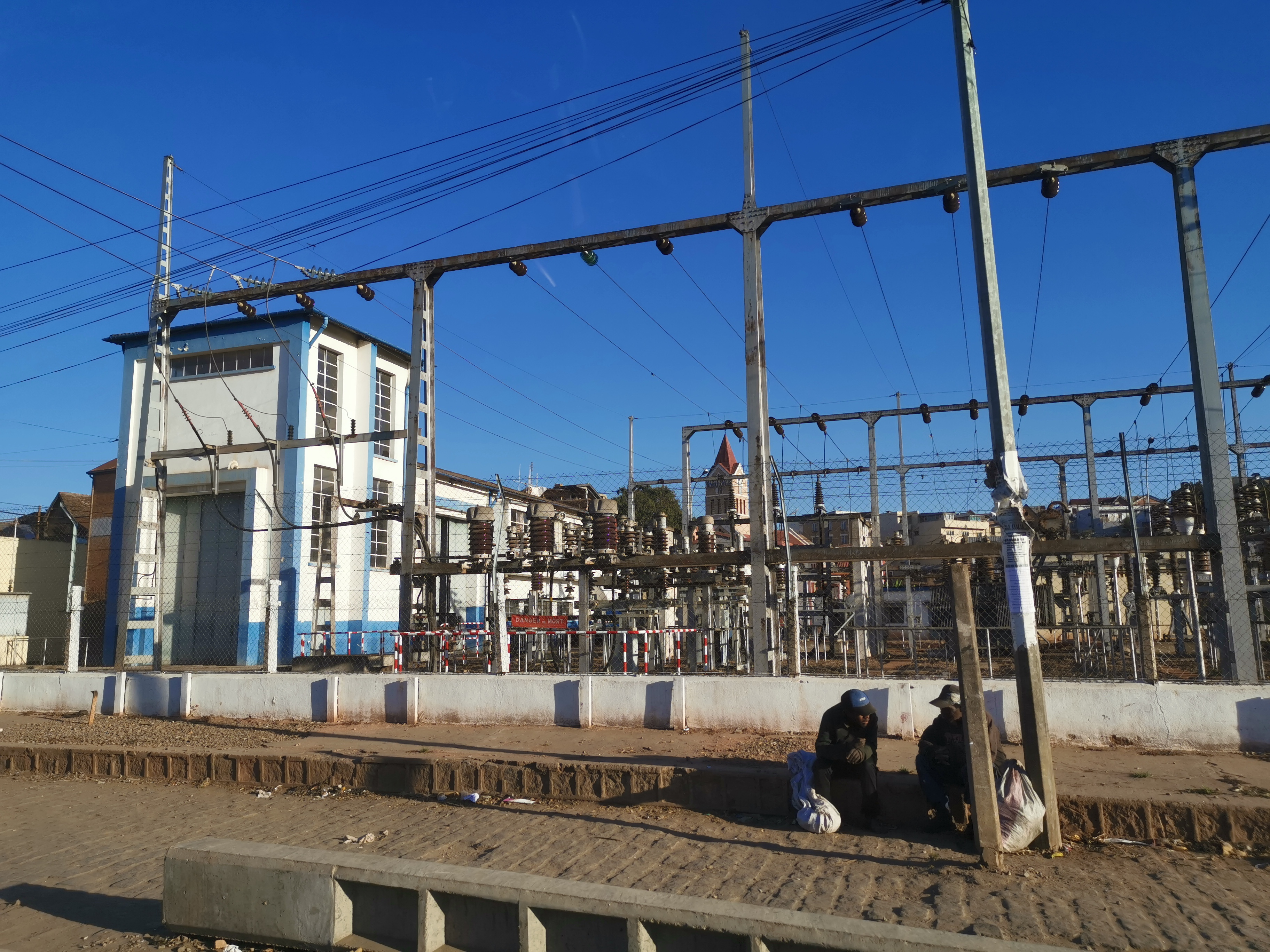
Poste de transformation électrique à Antananarivo

- Centrale solaire hybride de 18 MW à Tanambao Verrerie, Toamasina (depuis 2021)
- Centrale hydroélectrique d'Antelomita de 8,4 MW
- Centrale hydroélectrique d'Andekaleka de 91 MW
- Centrale hydroélectrique de Manandona de 1,6 MW
- Centrale hydroélectrique de Manandreana de 0,4 MW
- Centrale hydroélectrique de Mandraka de 24 MW
- Centrale hydroélectrique de Namorona de 5,6 MW
- Centrale hydroélectrique de Sahofika de 205 MW
- Centrale hydroélectrique de Volobe de 6,8 MW